# Águilas Doradas de Durango
Los Águilas Doradas de Durango fue un equipo que participó en el Circuito de Baloncesto de la Costa del Pacífico con sede en Durango, Durango, México.

## Historia
Fue un equipo de nueva creación que disputó las temporadas 2017 y 2018  del CIBACOPA.

## Jugadores

### Roster actual
Temporada 2017
| Nacionalidad              | Jugador            |
| Bandera de México         | Martín Samarco     |
| Bandera de Estados Unidos | Sydney Coleman     |
| Bandera de Estados Unidos | Vincent Grier      |
| Bandera de Estados Unidos | Paul Jones         |
| Bandera de Estados Unidos | Dominique Keller   |
| Bandera de Estados Unidos | Myron Allen        |
| Bandera de México         | Luis Pulido        |
| Bandera de Estados Unidos | Sean Carter        |
| Bandera de México         | Alan Matrón        |
| Bandera de México         | Santiago Nogueira  |
| '                         | Ronald Dorsey      |
| Bandera de Estados Unidos | Jamal Shabazz      |
| Bandera de México         | Irwin Ávalos       |
| Bandera de México         | Jorge Chávez       |
| Bandera de México         | José Gerardo Moron |

### Jugadores destacados
Por definir.